# Bandeira da República Dominicana
A bandeira da República Dominicana é a bandeira que representa o país e, juntamente com o selo e o hino nacional, tem o estatuto de um símbolo nacional. 
A bandeira possui uma cruz no centro, que se estende para as extremidades e divide a bandeira em quatro retângulos: os que estão acima são de cor azul e vermelho, e abaixo são o vermelho e azul. No centro da cruz, há o brasão da República Dominicana.
A cores da bandeira são atribuídos representam o seguinte:
- Vermelho: representa o sangue derramado pelos patriotas nas batalhas pela independência.
- Azul: representa o céu que cobre todo o país, que Deus proteje a nação Dominicana e os ideais de progresso dos dominicanos.
- Branco: representa a paz e a unidade entre todos os dominicanos..